# لو فرضنا
لو فرضنا هو برنامج حواري في تلفزيون المستقبل بُث في رمضان وقدّمه سامي المبزع. وهو من إخراج هادي أبو وردة.

## ضيوف الحلقات
- لبنان، مريم نور